# Luciano Aued
Luciano Aued (né le 1er mars 1987) est un footballeur international argentin.